# Leonid Grigorjewitsch Judassin
Leonid Grigorjewitsch Judassin (russisch Леонид Григорьевич Юдасин; hebräisch ליאוניד יודסין; beim Weltschachverband FIDE Leonid Yudasin; * 8. August 1959 in Leningrad) ist ein israelischer Schachmeister russischer Herkunft.

## Werdegang
Judassin ist zweimal Weltmeisterschaftskandidat gewesen: Das erste Mal gelang ihm der Sprung in das Kandidatenturnier beim Interzonenturnier Manila 1990, bei dem er Platz 9 belegte. Im Achtelfinalkampf 1991 in Riga unterlag Judassin dem Ukrainer Wassyl Iwantschuk deutlich mit 0,5:4,5 und schied aus. Beim Interzonenturnier Biel 1993 gelang Judassin mit dem 6. Platz erneut die Qualifikation fürs Kandidatenturnier. Er schied wieder in der ersten Runde aus: Diesmal unterlag Judassin Wladimir Kramnik 1994 in Wijk aan Zee mit 2,5:4,5.
Zu Judassins bedeutendsten Turniererfolgen zählen: der zweite Platz bei der UdSSR-Meisterschaft 1990 in Leningrad (punktgleich nach Sonneborn-Berger-Wertung hinter Alexander Beliavsky und vor Jewgeni Barejew und Alexei Wyschmanawin), Siege in Pamplona 1990 (vor Viktor Kortschnoi) und 1991 (geteilt mit Miguel Illescas Córdoba), 1. Platz in Dos Hermanas 1992 (vor Wladimir Hakobjan), 1. Platz in León (vor unter anderem Anatoli Karpow, Wesselin Topalow und Péter Lékó) sowie sein Sieg bei der Israelischen Meisterschaft in Tel Aviv 1994. Im Jahr 2006 teilte er den ersten Platz beim World-Open in Philadelphia. 
Judassin gewann bei der Schacholympiade 1990 in Novi Sad mit der sowjetischen Mannschaft die Goldmedaille, in der Einzelwertung am ersten Ersatzbrett gewann er die Bronzemedaille. Seit 1993 spielt er für Israel; 1994 und 1996 vertrat er Israel bei den Schacholympiaden, 1997 bei der Mannschaftseuropameisterschaft. Inzwischen wohnt Judassin zumeist in den USA, wo er eine Schachakademie betreibt.